# Sayonara (roman)
Sayonara je roman, ki ga je leta 1954 napisal ameriški pisatelj James A. Michener.

## Vsebina
Postavljen v zgodnja 50. leta 20. stoletja, roman pripoveduje zgodbo o ameriškem majorju Gruveru, pilotu, ki se na Japonskem zaljubi v igralko Hano-ogi. Roman sledi njunemu razmerju z medkulturno romantiko in osvetljuje rasizem v obdobju po drugi svetovni vojni.

## Filmska priredba
Po romanu je bil posnet film z istim imenom leta 1957, ki ga je režiral Joshua Logan, glavne vloge pa so igrali Marlon Brando, James Gardner, Patricia Owens, Mijoshi Umeki in Miiko Taka.